# Garde royale (Espagne)
 (mai 2016).
Le contenu est difficilement compréhensible vu les erreurs de traduction, qui sont peut-être dues à l'utilisation d'un logiciel de traduction automatique.
Pour les articles homonymes, voir Garde royale.
La Garde royale (en espagnol : Guardia Real) est une formation militaire espagnole destinée au service du roi. Elle est constituée d'unités de l'armée de terre, de la marine, de l'armée de l'air et des corps communs des forces armées.

## Missions
Selon l'article VI du décret royal 434/1988 portant fixation des missions confiées à la Garde royale, elle a pour principales fonctions d'assurer un service de garde militaire, de rendre les honneurs et d'escorter le roi, les membres de sa famille ainsi que les chefs d'État étrangers lorsqu'elle en reçoit l'ordre.

## Histoire
La plus ancienne des unités qui composent la Garde royale est le corps des Montero de Espinosa (es), fondé par Sanche Ier de Castille en 1006. Le Corps royal et décoré des Hallebardiers royaux ((es) : El Real y Laureado Cuerpo de Reales Guardias Alabarderos) fondé en 1504 par Gonzalo de Ayora (es), pendant le règne de Ferdinand le Catholique. 
Actuellement les Hallebardiers royaux forment le corps d'élite le plus fréquemment présents dans les actes officiels royaux. Les Hallebardiers royaux sont, avec la Garde suisse pontificale et les Yeomen Warders britanniques, les unités les plus anciennes spécialisées dans les services d'honneur. Pour entrer dans ce corps, une excellente condition physique est requise.

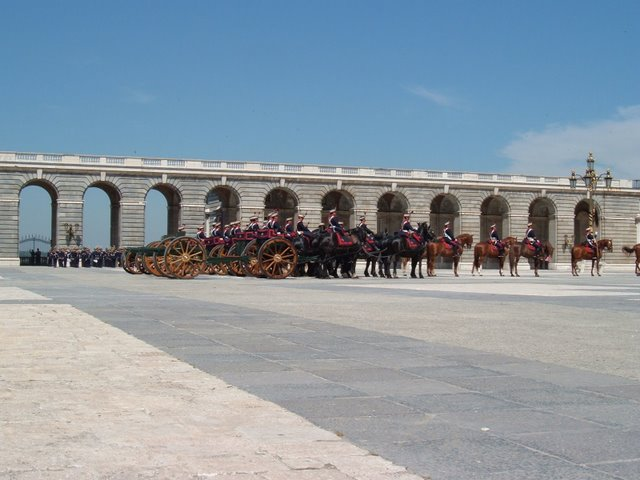
Batterie royale en formation sur la place de la Armería au Palais royal

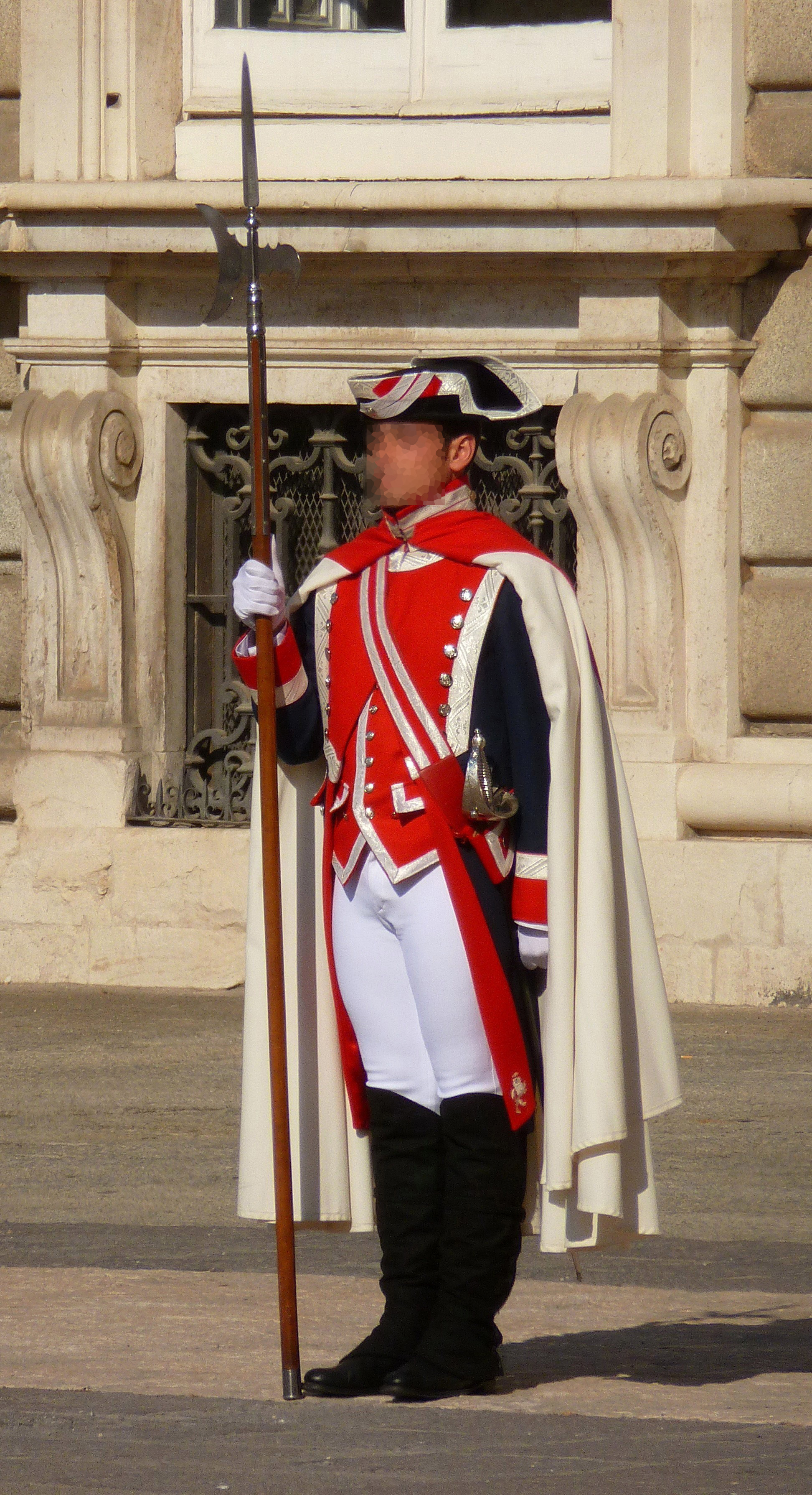
Membre du corps des Hallebardiers

## Hymne de la Garde royale
L'hymne de la Garde royale a été créé en novembre 1976. Il a été composé par José López Calvo, commandant directeur de l'unité de Musique de la Garde royale. Il est utilisé au cours des formations et parades militaires solennelles.

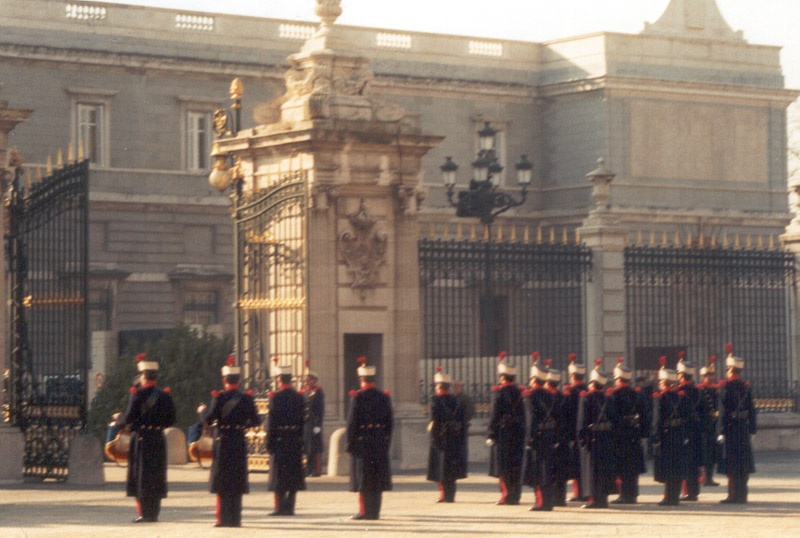
Relève solennelle de la Garde, à pied

Paroles:

## Organisation
- Commandement
- État-Major
- Groupe de soutien
  - Compagnie de soutien
  - Compagnie de sécurité
  - Compagnie de transmissions
  - Centre de formation
  - Service religieux
  - Zone de sécurité
- Groupe des escortes
  - Compagnie de contrôle militaire
  - Compagnie des hallebardiers
  - Escadron d'escorte royale
  - Centre d'enseignement équestre
  - Batterie royale
- Groupe d'honneurs

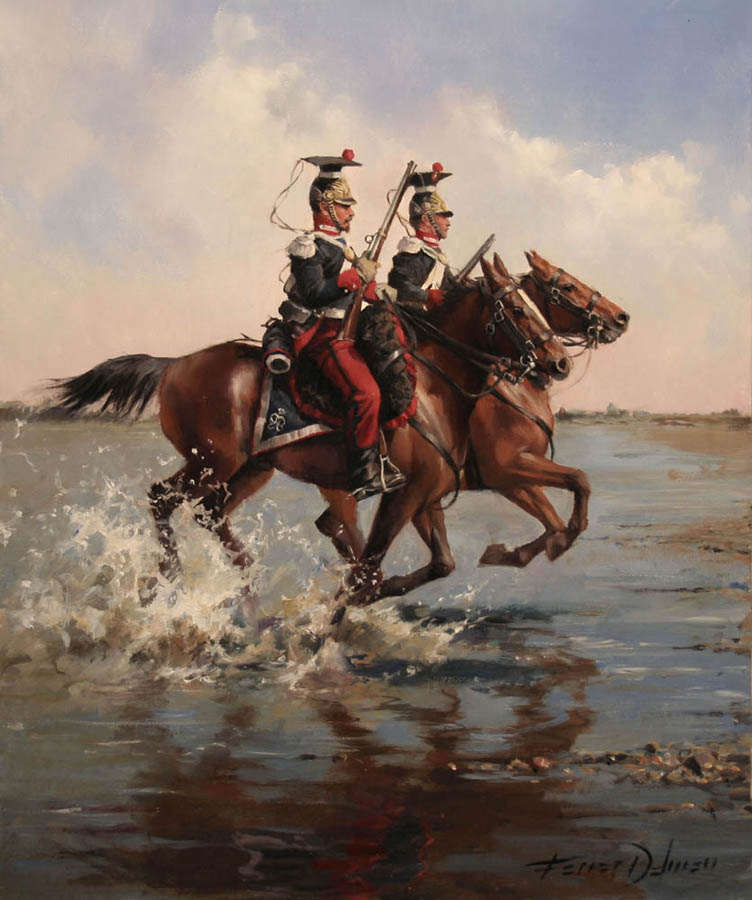
Tireurs de la Garde royale d'Espagne en 1834. Tableau de Ferrer Dalmau.

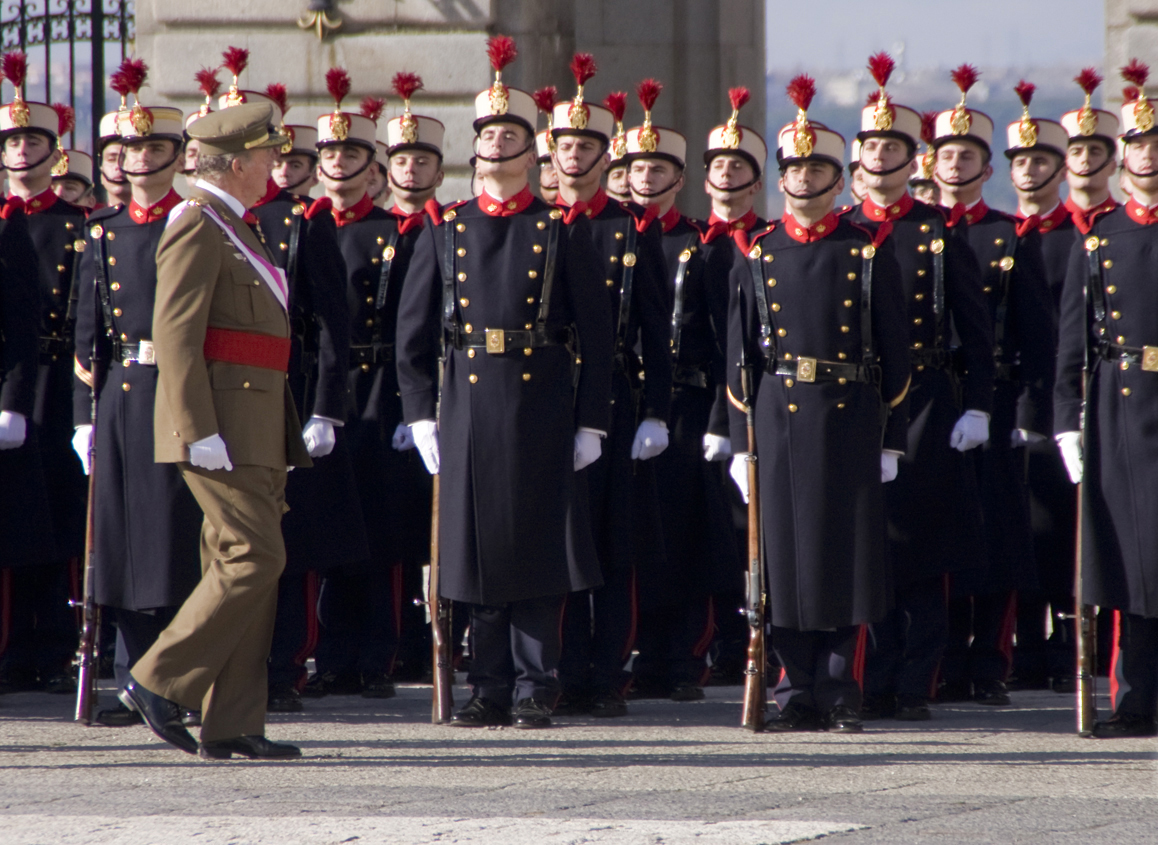
Le roi Juan Carlos Ier passe revue la Garde royale pendant la Pâque militaire de 2009.

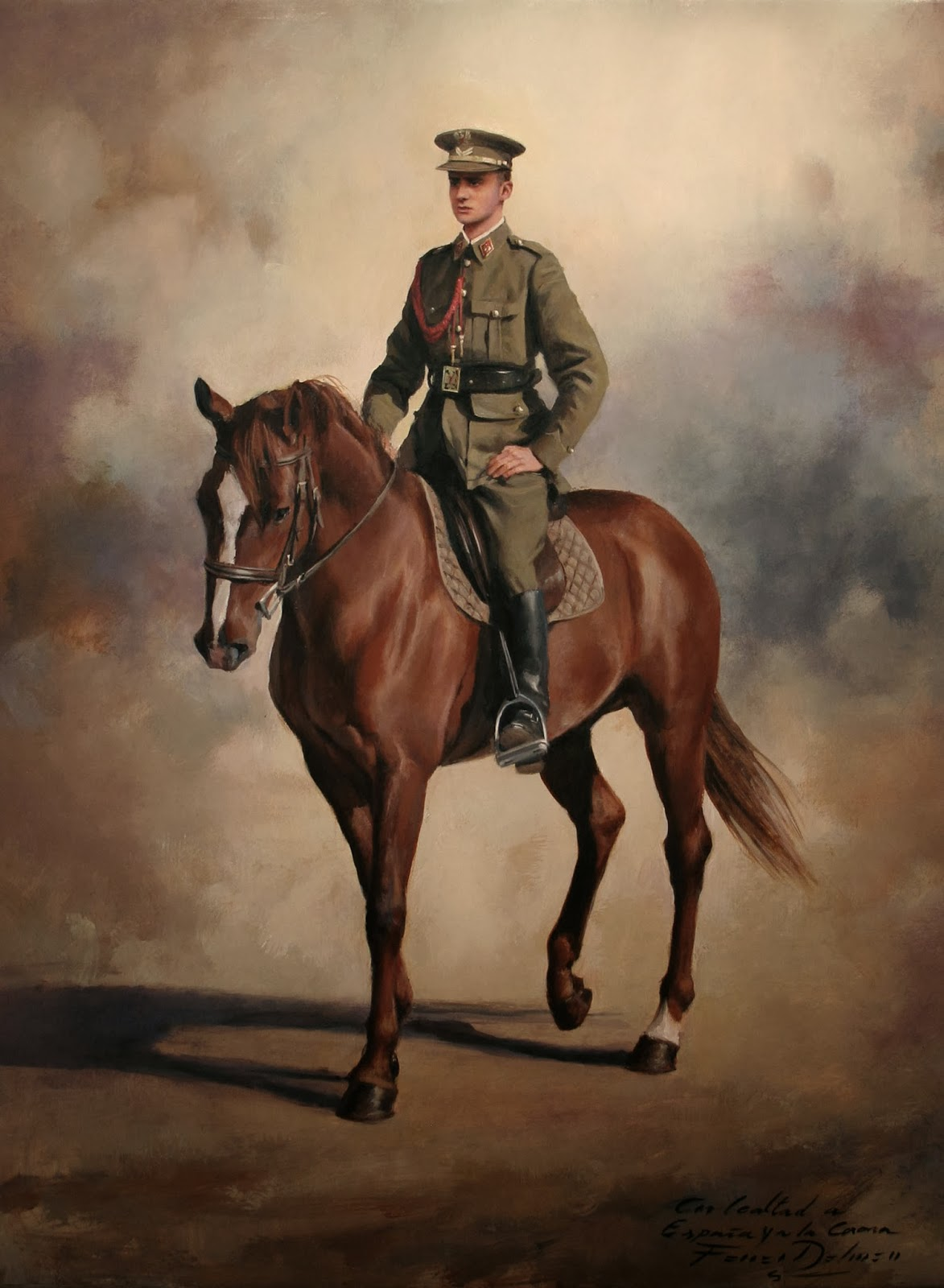
Portrait équestre du roi Juan Carlos Ier exposé au Musée de la Garde Royale (au Pardo). Tableau d'Augusto Ferrer-Dalmau (2014).

  - Compagnie Montero de Espinosa, représentant l'armée de Terre.
  - Compagnie Mer Océan, représentant la Marine.
  - Esquadrille Plus Ultra, représentant l'armée de l'Air.
  - Unité de plongée
  - Groupe de montagne
- Groupe de logistique
  - Compagnie de ravitaillement
  - Unité d'entretien
  - Compagnie de transports
  - Compagnie de soutien des installations

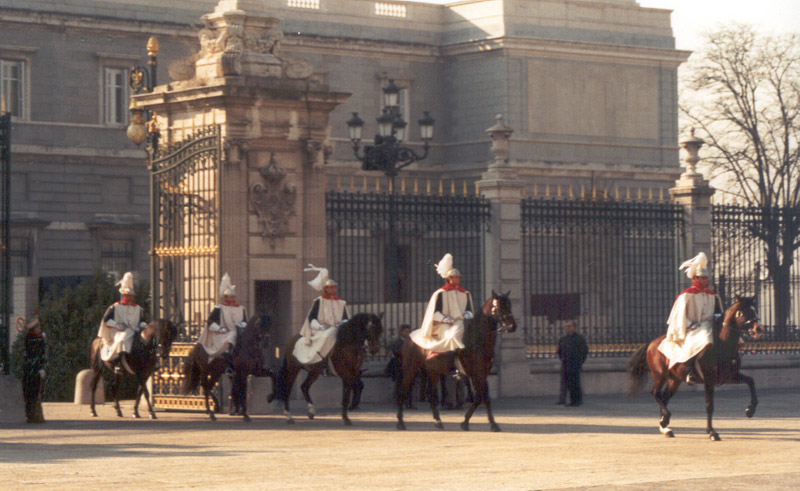
Garde royale à cheval (2001)
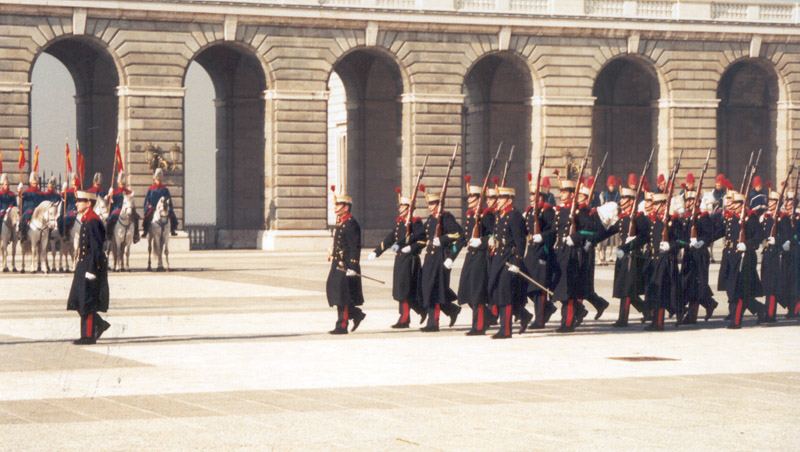
Relève solennelle de la Garde royale
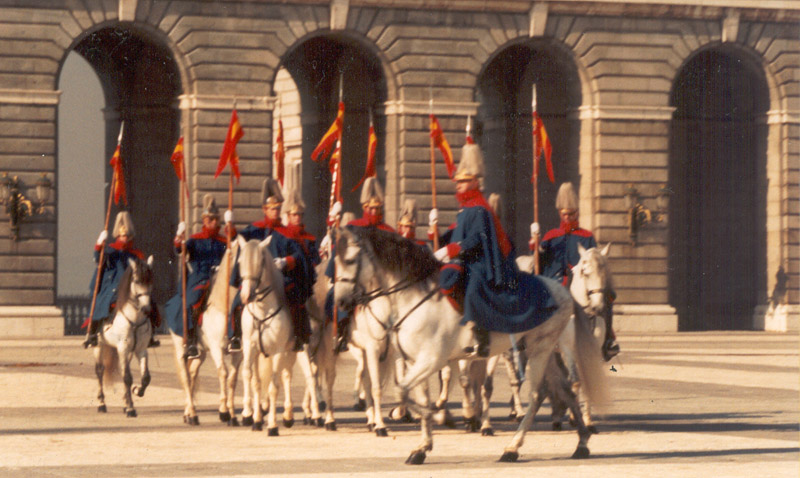
Relève solennelle de la Garde royale
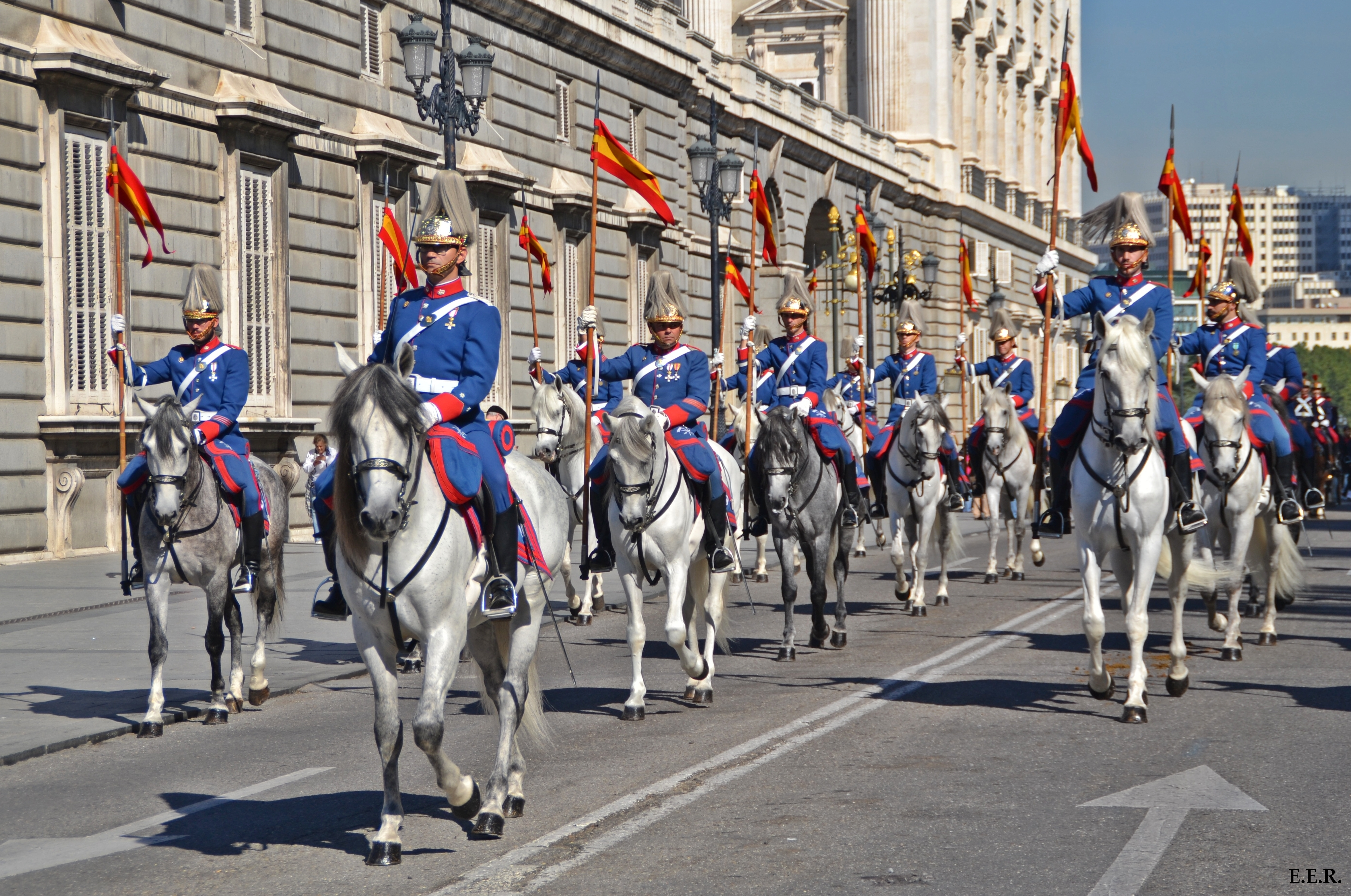
Lanciers
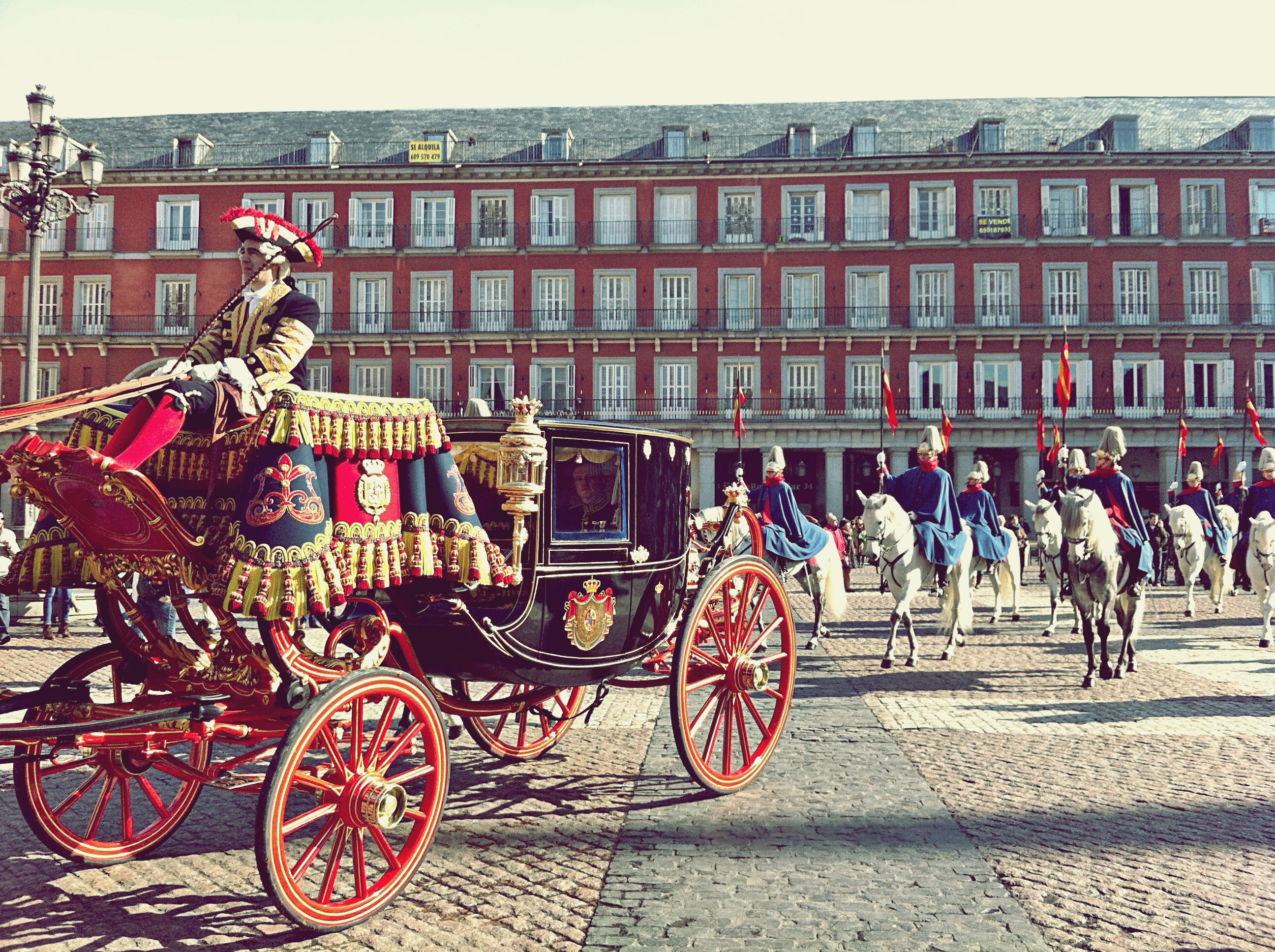
Cérémonie de remise des lettres de créances des ambassadeurs accompagnés de la Garde royale

  - Unité de santé
- Unité de musique
  - Bande symphonique
  - Bande de guerre
  - Section de pífanos et gaitas
  - Brass Band
  - Big Band
  - Groupes de caméra    - Garde royale à cheval (2001)
    - Relève solennelle de la Garde royale
    - Relève solennelle de la Garde royale
    - Lanciers
    - Cérémonie de remise des lettres de créances des ambassadeurs accompagnés de la Garde royale

## Grades

### Officiers
| Code OTAN | OF-5    | OF-4               | OF-3       | OF-2      | OF-1       | OF-1            |
| --------- | ------- | ------------------ | ---------- | --------- | ---------- | --------------- |
| Espagne   | Colonel | Lieutenant Colonel | Comandante | Capitaine | Lieutenant | Sous-lieutenant |
| Espagne   | Colonel | Lieutenant-colonel | Commandant | Capitaine | Lieutenant | Sous-lieutenant |

### Sous-officiers et soldats
| Code OTAN           | OR-9                | OR-9                | OR-9            | OR-9            | OR-9            | OR-9      | OR-8      | OR-8            | OR-7            | OR-7    | OR-6    | OR-6    | OR-6    | OR-6    | OR-6    | OR-6          | OR-5          | OR-5          | OR-5          | OR-5          | OR-5          | OR-5            | OR-4            | OR-4    | OR-3    | OR-3               | OR-2               | OR-2               | OR-2               | OR-2               | OR-2               | OR-2   | OR-1 | OR-1 | OR-1 | OR-1 | OR-1 | OR-1 |
| ------------------- | ------------------- | ------------------- | --------------- | --------------- | --------------- | --------- | --------- | --------------- | --------------- | ------- | ------- | ------- | ------- | ------- | ------- | ------------- | ------------- | ------------- | ------------- | ------------- | ------------- | --------------- | --------------- | ------- | ------- | ------------------ | ------------------ | ------------------ | ------------------ | ------------------ | ------------------ | ------ | ---- | ---- | ---- | ---- | ---- | ---- |
| Espagne             |                     |                     |                 |                 |                 |           |           |                 |                 |         |         |         |         |         |         |               |               |               |               |               |               |                 |                 |         |         |                    |                    |                    |                    |                    |                    |        |      |      |      |      |      |      |
| Sous-officier major | Sous-officier major | Sous-officier major | Sous-lieutenant | Sous-lieutenant | Sous-lieutenant | Brigadier | Brigadier | Premier sergent | Premier sergent | Sergent | Sergent | Sergent | Sergent | Sergent | Sergent | Caporal major | Caporal major | Caporal major | Caporal major | Caporal major | Caporal major | Premier caporal | Premier caporal | Caporal | Caporal | Soldat de Première | Soldat de Première | Soldat de Première | Soldat de Première | Soldat de Première | Soldat de Première | Soldat |      |      |      |      |      |      |